# 古市了和
古市 了和（ふるいち りょうわ、? - 明暦3年10月18日（1657年11月23日））は、江戸時代の茶人。小笠原家茶道古流、古市（ふるいち）流4代家元。名は勝元、俗名源右衛門。了和、乗覚とも号す。竹中太膳太夫了益の孫、了誉の三男。古市紹意の養子となる。
古田織部と親交があり、茶は織部の傳を得ていたと言われる。また蹴毬を飛鳥井雅章に学び名手の誉れがあり、徳川秀忠上洛の折、上覧に供したことがある。
古市了和の門人に、小笠原家の執政をしていた下條三郎兵衛一以があったため、後に小笠原忠真に推挙され茶堂頭として仕官することになる。以降、古市家の代々は茶道頭として幕末まで小笠原家に仕えた。
小倉城下立法寺に葬られた。法名は至信院乗覚居士。